# Ernest Corominas
Ernest Corominas i Vigneaux (Barcelona, 1913-Lyon, 24 de enero de 1992) fue un matemático y catedrático universitario hispano-francés.

## Biografía
Hijo del escritor y economista Pedro Corominas y de la pedagoga Celestina Vigneaux, hermano del filólogo Joan Coromines y de la psicóloga Júlia Coromines, se licenció en Ciencias exactas en la Universidad de Barcelona en 1936; también inició estudios de arquitectura, que completó más adelante.
Después de combatir en la Guerra Civil, se exilió en 1940 en Chile, para pasar después a Argentina. En la Ciudad de Mendoza, donde contrajo matrimonio con María Edith Guevara —prima del que luego sería líder guerrillero, Ernesto "Che" Guevara— fue profesor de matemáticas en la Facultad de Ciencias Económicas de la Universidad de Cuyo (1941-1946), encargado de la cátedra de Estadística. Más adelante trabajó en el Instituto de Matemáticas de Rosario y fue miembro activo de la Unión Matemática Argentina. En 1947 volvió a Europa y trabajó en Francia como agregado de investigaciones en el Centro Nacional para la Investigación Científica de Francia en París. En 1952 obtuvo el doctorado en la Universidad de París, bajo la supervisión de Arnaud Denjoy. Tras residir una temporada en Barcelona, viajó a Estados Unidos, donde en 1955 trabajó en la Universidad de Princeton. Obtuvo una beca Guggenheim y de 1960 a 1964, trabajó en la Universidad de Caracas (Venezuela). De regreso a Europa, se estableció en Lyon, donde fue nombrado profesor de la Universidad de Lyon. Activo en esta universidad hasta la jubilación, posteriormente se mantuvo en la misma como profesor emérito.